# گرته روزنبرگ
گرته روزنبرگ (آلمانی: Grete Rosenberg; ۷ اکتبر ۱۸۹۶ – ۵ فوریهٔ ۱۹۷۹) شناگر اهل آلمان بود.